# 庫珀 (加利福尼亞州蒙特雷縣)
庫珀（英語：Cooper）是位於美國加利福尼亞州蒙特雷縣的一個非建制地區。該地的面積和人口皆未知。

## 地理
庫珀的座標為36°42′52″N 121°43′02″W / 36.71444°N 121.71722°W，而該地的平均海拔高度為7米（即23英尺）。